# María Abella
María Abella de Ramírez (28 de setembro de 1866 — 5 de agosto de 1926) foi uma professora, jornalista, escritora e feminista uruguaia.[carece de fontes?] É conhecida por sua importância na luta pelos direitos das mulheres na Argentina no início do século XX.

## Biografia
María Abella nasceu em San José, Uruguai, em 1866. Viveu a maior parte de sua vida na Argentina, onde se graduou como maestra na Escuela Normal de Señoritas da cidade de La Prata, em 1894.
Em 1900, começou seu trabalho como jornalista no El Día, usando o pseudônimo de Virginia.
Em 1902, Abella fundou o jornal Nosotras, "publicação feminista que abordava questões bastante avançadas para a época". Outras dirigentes socialistas locais, como Camila Burgos Mayer, e mulheres anarquistas, como Virginia Bolten, também escreveram em Nosotras.
Desde a fundação de Nosotras, Abella escreveu textos apoitando as lutas dos liberais nos arredores da ensenhada de Barragán, que pressionavam o clero local a criar uma escola pública, bem como promoveu a fundação de uma casa de acolhimento para crianças abandonadas em La Plata, a criação de escolas noturnas para  mulheres operárias e difundiu diversasas atividades culturais e educativas realizadas em La Plata. Além disso, Abella defendia frequentemente o direito da mulher não só ao seu papel como mãe, mas a exigir também liberdade, renda própria e educação: "Se a mulher se tornar tão bem educada quanto o homem em todos os aspectos, ela não se conformará mais com a obediência passiva e protestará sempre que lhe imputem o motivo do pecado.
Em Nosotras, Abella também teceu críticas ocasionais quanto ao programa socialista sobre o trabalho das mulheres, pois o considerava protecionista e regulatório, como na questão em que buscava estabelecer licenças específicas devido à maternidade, o que Abella acreditava ser algo que iria dificultar o acesso e permanência da mulher no mercado trabalhista.
Em 1903, ela apoiou a criação de um centro feminista, e em 1905 organizou a Liga Feminista Nacional da República Argentina, uma ramificação da Aliança Internacional para o Sufrágio da Mulher, sediada em Berlim.
Em 1906 publicou a coleção de ensaios En pos de la justicia, que reverberou as inquietudes do movimento feminista da época, e participou do Congresso Internacional de librepensadores sediado em Buenos Aires, onde apresentou um "Plan mínimo de reivindicaciones femeninas", enunciando questões que considerava reformas indispensáveis para assegurar a igualdade entre gêneros: igualdade de educação, de empregos e salários, o direito para a mulher casada de administrar os próprios bens, divórcio, fim das prisões feministas do Bom Pastor e igualdade de direitos políticos.
Em 1908 é criada a Liga Nacional do Librepensamiento, da qual María Abella se transforma em uma de suas principais promotoras na cidade de La Prata, junto aRafael Sapata, Agustín Álvarez e o socialista Enrique Do Vale Iberlucea.
Em 1909, junto com Julieta Lanteri, fundou a Liga Nacional de Mujeres Librepensadoras. Em 1910, fundou o jornal La Nueva Mujer, um porta-voz da Liga Feminista Nacional, e a seção argentina da Federação Feminina Panamericana. Em 1911, impulsionou a criação da seção uruguaia dessa organização, que teve sede no Ateneu de Montevidéu.
Em 1915, participou de uma discussão marcada por "uma polémica áspera junto ao bispo da cidade sobre os direitos da mulher"; e fundou, junto ao professor Ricardo Calatroni, a Asociación Liberal Agustín Álvarez.
Abella se casou com Leonardo Jardí, de quem ficou viúva. Em seu segundo casamento, casou-se com o escritor uruguaio Antonino Ramírez. Abella morreu em 1926.